# كونراد هيرش
كونراد هيرش (بالسويدية: Konrad Hirsch)‏ هو لاعب كرة قدم سويدي، ولد في 19 مايو 1900 في Eidskog ‏ في النرويج، وتوفي في 17 نوفمبر 1924 في Surte ‏ في السويد. شارك مع منتخب السويد لكرة القدم. أما مع النوادي، فقد لعب مع غايس غوتنبرغ.

## وصلات خارجية
- كونراد هيرش على موقع اتحاد السويد (السويدية)
- كونراد هيرش على موقع قاعدة بيانات كرة القدم.إي يو (الإنجليزية)
- كونراد هيرش على موقع ناشيونال فوتبول تيمز (الإنجليزية)
- كونراد هيرش على موقع عالم كرة القدم.نت (الإنجليزية)
- كونراد هيرش على موقع اللجنة الأولمبية الدولية (الإنجليزية)
- كونراد هيرش على موقع أوليمبيديا (الإنجليزية)
- كونراد هيرش على موقع اللجنة الأولمبية السويدية (السويدية)